# South Elgin
South Elgin es una villa ubicada en el condado de Kane en el estado estadounidense de Illinois. En el Censo de 2010 tenía una población de 21985 habitantes y una densidad poblacional de 1.186,37 personas por km².

## Geografía
South Elgin se encuentra ubicada en las coordenadas 41°59′22″N 88°18′45″O / 41.98944, -88.31250. Según la Oficina del Censo de los Estados Unidos, South Elgin tiene una superficie total de 18.53 km², de la cual 18.1 km² corresponden a tierra firme y (2.33%) 0.43 km² es agua.

## Demografía
Según el censo de 2010, había 21985 personas residiendo en South Elgin. La densidad de población era de 1.186,37 hab./km². De los 21985 habitantes, South Elgin estaba compuesto por el 81.31% blancos, el 3.37% eran afroamericanos, el 0.43% eran amerindios, el 7.03% eran asiáticos, el 0.03% eran isleños del Pacífico, el 4.81% eran de otras razas y el 3.03% pertenecían a dos o más razas. Del total de la población el 15.47% eran hispanos o latinos de cualquier raza.